# Dortmunder Gruppe
Die Dortmunder Gruppe ist eine Dortmunder Künstlervereinigung. Sie wurde am 28. Januar 1956 in Dortmund im Lokal „Die Laterne“ gegründet. Zum ersten Vorsitzenden wurde der Maler Harry Breuer und zum stellvertretenden Vorsitzenden der Maler und Grafiker Harry Fränkel gewählt.
Weitere Mitbegründer der Gruppe waren Erich Ludwig, Lieselotte Minners–Weise, Otto Bahrenburg, Otto–Karl Berghoff, Wilhelm Kronfeld und Isolde Plum.

## Geschichte
Ein Vorläufer der „Dortmunder Gruppe“ war die „Dortmunder Künstlervereinigung“ Anfang der 1920er Jahre. Der „Reinoldushof“ am Hansaplatz war zu der Zeit eine wichtige Ausstellungsstätte für Werke der Bildenden Kunst in Dortmund. So nahm die „Dortmunder Künstlervereinigung“ 1924 an der dort durchgeführten Ausstellung des Vereins „Westfälische Künstler und Kunstfreunde“ teil, an welcher auch der 76-jährige Christian Rohlfs und der Hörder Bildhauer Bernhard Hoetger beteiligt waren.
Kurz nach Beginn des Dritten Reiches löste sich die „Dortmunder Künstlervereinigung“ 1934 während einer Generalversammlung auf, weil sich die Mitglieder mit dem Diktat der Naziherrschaft nicht einverstanden erklären wollten.
Nach dem Krieg, nach Zensur, nach Gewaltherrschaft mit Ausgrenzungen, Malverboten und Zerstörungen von Kunstwerken, insbesondere der Avantgarde, galt es zurückzufinden zu den verschütteten Anfängen der Moderne. Dies vollzog sich in einem längeren Prozess, der 1956 zur Gründung der „Dortmunder Gruppe“ führte.
Von Beginn an waren Künstler und Künstlerinnen vertreten. Das künstlerische Spektrum umfasste Malerei, Grafik und Bildhauerei.
Öffentliche Resonanz erfuhr die Gruppe mit ihrer ersten Jahresausstellung 1957 im damals neuen Nachkriegsmuseum für Moderne Kunst, dem Museum Ostwall. Hier stellte die Gruppe in den nächsten Jahren regelmäßig aus. Seitdem sieht die Dortmunder Gruppe es als eine ihrer zentralen Aufgaben an, die Kontakte zu Künstlern und Künstlergruppen im In- und Ausland zu stärken. Insbesondere die Kontakte mit den Dortmunder Partnerstädten werden von der Gruppe gepflegt, um die Lebendigkeit der kulturellen Vielfalt der Region weit über Europa hinaus bekannt zu machen. Die Gruppe fördert junge Künstlerinnen und Künstler durch Beteiligung an Ausstellungen.
Gasteinladungen und der Austausch von Ausstellungsprojekten führten die Dortmunder Gruppe seit 1961 unter anderem nach Dänemark, England, Frankreich, Griechenland, Holland, Israel, Lettland, Litauen, Österreich, Polen, Rumänien, Spanien, die UdSSR, Serbien/Montenegro und Ungarn.

## Bahrenburg–Preis – Förderpreis für junge Dortmunder Künstler
Otto Bahrenburg (1908–1997) hat das künstlerische Schaffen seiner Heimatstadt entscheidend mitgeprägt und beeinflusst. Er absolvierte ein Grafikstudium an der Kunstgewerbeschule Dortmund und studierte Grafik und Malerei an der Kunstakademie Düsseldorf. Als Mitbegründer der „Dortmunder Gruppe“ amtierte er 25 Jahre als erster und zweiter Vorsitzender und blieb ihr als Ehrenvorsitzender lebenslang verbunden.
1995 wurde Otto Bahrenburg die Ehrennadel der Stadt Dortmund verliehen.
Nach ihm ist ein Preis benannt, den die Künstlervereinigung „Dortmunder Gruppe“ 2001 aus Anlass ihres 45-jährigen Jubiläums gestiftet hat. Alle fünf Jahre wird der Preis verliehen. Er soll einem jungen Dortmunder Künstler Starthilfe geben und beinhaltet eine Einzelausstellung in der Städtischen Galerie Torhaus Rombergpark sowie die Finanzierung eines Kataloges zur Ausstellung. 
Die bisherigen Preisträger (Stand 2016):
- 2001 – Marianne Putziger
- 2006 – Xenia Stanek
- 2011 – Ateliergemeinschaft Salon, Dortmund

## Mitglieder
Ehemalige Mitglieder seit 1956
GR: Gründungsmitglied, †: Verstorben im letztgenannten Jahr (erste Jahreszahl = Beginn der Mitgliedschaft; zweite Jahreszahl = Ende der Mitgliedschaft)
| - Roland Altmann, 1925–2012 † - Otto Bahrenburg, 1956–1997 † - Renate Baldauf, 1975– ? - Helga Bartsch–Schäfers, 1972–2000 † - Liesel Bellmann, 1957– ? - Otto–Karl Berghoff, GR 1956– ? , - Alfred Birenheide, GR 1956–1972 - Harry Breuer, GR 1965–1977 † - Heinrich Brockmeier, 1975– ? - Ilse Buchczik, 1972–1997 † - Gustav Deppe, 1965–1969 - Bruno Foltynowicz, 1962–1966 † - Hans–Peter Foltynowicz, 1972–1972 - Wolfgang Fräger, 1956–1983 † - Harry Fränkel, GR 1956–1970 † - Beate Franzen, 1972–1974 | - Max Guggenberger, 1956–1962 † - Theo Hölscher, 1962–1966 † - Eberhard Hoffmann, 1976– ? - Robert Imhof, 1966–1996† - Lothar Kampmann, 1965– ? - Manfred Kassner, ? – ? - Andi Knappe, 1975– ? - Ulrich Knispel, 1965–1978 † - Ariane Koch, ? – 2012 - Erich Krian, 1976– ? - Wilhelm Kronfeld, 1956– ? - Manfred Bodo Krüger, 1972– ? - Carlernst Kürten, 1962– ? - Erich Ludwig, GR 1956–1986 † - Roswitha Lüder, 1962–1969 | - Erich Lütkenhaus, 1976– ? - Liselotte Minners–Weise, GR 1956–1998 † - Eva Niestrath-Berger, 1956–1958 - Put Pevec, 2004 † - Heinz Georg Podehl, 2000 † - Walter Rabbe, 1976– ? - Wojtek Sachocki, ? – ? - Gisela Schwarz–Kleegraf, 1976– ? - Hans Schwegberg, 1961–1963 - Gine Selle, 2004–2011 - Juris Soikans, 1975–1995 † - Isolde Thiel–Plum, GR 1956–2002 † - Karl Tüttelmann, 1962–1988 † - Josef Wedewer, 1962–1979 † - Garrett Anderson Williams, 2017 † |

Aktive Mitglieder (Stand 2017)
| - Martin Becker - Pia Bohr - Jan Bormann - Marlies Blauth - Maria Teresa Crawford Cabral - Ulla Dretzler - Era Freidzon - Mariana González Alberti - Ulrike Harbach - Sabine Held - Gudrun Kattke - Silvia Liebig | - Erwin Löhr - Dina Nur - Michael Odenwaeller - Brian John Parker - Monika Pfeiffer - Alexander Pohl - Christian Psyk - Erika A. Schäfer - Wolfgang Schmidt - Roul Schneider - Claudia Terlunen |